# Fred Erdman
Frederik (Fred) Erdman (Antwerpen, 13 augustus 1933 - 10 april 2021) was een Belgisch advocaat en politicus voor de SP / sp.a.

## Levensloop
Erdman was een zoon van Pools-Joodse politieke vluchtelingen. Hij behaalde verschillende diploma's aan de VUB, met name een doctoraat in de Rechten, een licentiaat in de politieke en diplomatieke wetenschappen en een licentiaat in de politieke en administratieve wetenschappen. Hij werd beroepshalve advocaat en was van 1964 tot 1984 plaatsvervangend vrederechter in Berchem. Ook was hij voorzitter van de Vlaamse Conferentie der Balie in Antwerpen, van 1971 tot 1985 lid van de Administratieve Commissie der Gevangenissen in Antwerpen, van 1983 tot 1986 lid van de Hoge Raad voor penitentiair beleid, vanaf 1985 ondervoorzitter Belgisch-Luxemburgse Unie voor strafrecht, van 1987 tot 1988 lid van de Commissie voor hulp aan slachtoffers van opzettelijke gewelddaden. Bovendien was hij docent aan de VUB.
Hij bouwde gelijktijdig een politieke carrière uit. In 1987 kwam hij in de Senaat als gecoöpteerd senator voor de toenmalige SP, wat hij bleef tot in 1999. Van 1988 tot 1992 was hij ondervoorzitter van de Senaat. Vervolgens was hij van 1999 tot 2003 lid van de Kamer van volksvertegenwoordigers. Van 1984 tot 1988 was hij ook gemeenteraadslid van Antwerpen.
In de jaren negentig was hij een actief lid van de Justitiecommissie, waar hij te maken had met verschillende juridische vraagstukken. Hij speelde een doorslaggevende rol bij het tot stand komen van de euthanasiewet. Hij was fractieleider van de SP in de senaat van 1992 tot 1999 en was van 1998 tot 1999 voorzitter van die partij na het aftreden van Louis Tobback. Als jurist stond hij de Vlaamse socialisten ook bij als juridisch adviseur tijdens het Agusta/Dassault-omkoopschandaal. Zelf pleitte hij assisenprocessen waaronder het proces Dexter over de moord op baron Bracht. Hij was ook van 1984 tot 1986 stafhouder van de balie te Antwerpen.
Hij stond bekend als een voorstander van "vrijzinnige morele dienstverlening". Zo diende hij samen met Roger Lallemand, Leo Goovaerts en Paul Hatry op 27 juni 1995 het "wetsontwerp houdende vrijstelling van kadastraal inkomen voor het openbaar uitoefenen van de vrijzinnige morele dienstverlening" in. Als actief politicus lag hij aan de basis van 47 wetten zoals de strengere racismewet en de soepele echtscheidingswet.
Hij kreeg de titel commandeur in de Leopoldsorde op 9 juni 1999 en op 16 oktober 2000 ontving het burgerlijk kruis 1ste klasse.

### Na de politiek
In 2003 nam hij afscheid van de actieve politiek en keerde hij terug naar de balie. maar de "politiek" bleef beroep op hem doen. Zo bereidde hij voor minister van Justitie Laurette Onkelinx de hervorming van de justitie voor. Hij pleitte onder meer voor een extra staatssecretaris voor justitie.
In januari 2007 was hij de raadsman van prins Laurent in een geruchtmakend fraudeproces genaamd Marineschandaal.
Van 2016 tot 2020 was hij lid van de Federale Deontologische Commissie.

### Raden van bestuur
Ook was Erdman lid van verschillende raden van bestuur: van 1983 tot 1988 was hij lid van de raad van bestuur en van het directiecomité van de Intercommunale voor Teledistributie van het Gewest Antwerpen, vanaf 1989 was hij lid van de raad van bestuur van de Koninklijke Muntschouwburg, van 1986 tot 1991 was hij lid van de raad van bestuur van de vzw Museum voor Hedendaagse Kunst en vanaf 1995 was hij lid van de raad van bestuur van de Vrije Universiteit Brussel.